# Dardurus
Dardurus is een geslacht van spinnen uit de  familie van de Amaurobiidae (nachtkaardespinnen).

## Soorten
- Dardurus agrestis Davies, 1976
- Dardurus nemoralis Davies, 1976
- Dardurus saltuosus Davies, 1976
- Dardurus silvaticus Davies, 1976
- Dardurus spinipes Davies, 1976
- Dardurus tamborinensis Davies, 1976